# Türkân Şoray
 (juin 2014).
Si vous disposez d'ouvrages ou d'articles de référence ou si vous connaissez des sites web de qualité traitant du thème abordé ici, merci de compléter l'article en donnant les références utiles à sa vérifiabilité et en les liant à la section « Notes et références ».
Türkân Şoray, née le 28 juin 1945 à Istanbul, est une actrice de cinéma turque. Elle a remporté le prix de la meilleure actrice à deux reprises au Festival international du film d'Antalya pour Acı Hayat et Vesikalı Yarim.

## Biographie

### Vie privée
Elle s'est marié avec l'acteur turc Cihan Ünal en 1983. De cette union naît sa fille, Yagmur Ünal en 1985. 
Le couple divorce en 1987, après 4 ans de mariage.

## Filmographie
- 1962 : Acı Hayat (Vie amère)
- 1964: Fistik Gibi Masallah
- 1965: Sürtük
- 1967 : Ana (Mère)
- 1967 : ayrilsak da beraberiz
- 1968: Abbase Sultan
- 1969: Vesikali Yarim
- 1969 : Buruk Aci
- 1969 : Seninle Ölmek Istiyorum
- 1970 : Kara Gözlüm
- 1972 : Dönüs (retour)
- 1973 : Yalanci
- 1976 : Devlerin Aski
- 1976 : Deprem
- 1976 : Bodrum Hakimi
- 1977: Dila Hanim
- 1978 : Selvi Boylum Al Yazmalım (Ma Bien-Aimée À L'Écharpe Rouge)
- 1978: Çevriyem
- 1982 : Mine
- 1983: Metres
- 1985: Körebe
- 1987: Rumuz Gonçagül
- 1987: Gramafon Avrat
- 1990: Berdel
- 1997: Nihavend Muçize
- 2000: Ikinçi Bahar- saison 3
- 2003: Gönderilmis Mektuplar
- 2006: Hayatimin kadinisin
- 2007: Suna
- 2007: Hiçran sokagi
- 2007: Ask Yeniden-saison 1
- 2011/2012: Bir Zamanlar Osmanli -saison 1 et 2
- 2015: Hatiralarin Masumyeti